# Município de Ravenna (Ohio)
O município de Ravenna (em inglês: Ravenna Township) é um município localizado no condado de Portage no estado estadounidense de Ohio. No ano de 2010 tinha uma população de 9.209 habitantes e uma densidade populacional de 174,85 pessoas por km².

## Geografia
O município de Ravenna encontra-se localizado nas coordenadas 41° 10′ 07″ N, 81° 14′ 43″ O. Segundo o Departamento do Censo dos Estados Unidos, o município tem uma superfície total de 52.67 km², da qual 51,89 km² correspondem a terra firme e (1,48 %) 0,78 km² é água.

## Demografia
Segundo o censo de 2010, tinha 9.209 habitantes residindo no município de Ravenna. A densidade populacional era de 174,85 hab./km². Dos 9.209 habitantes, o município de Ravenna estava composto pelo 91,49 % brancos, o 5,35 % eram afroamericanos, o 0,45 % eram amerindios, o 0,18 % eram asiáticos, o 0,35 % eram de outras raças e o 2,18 % eram de uma mistura de raças. Do total da população o 1,14 % eram hispanos ou latinos de qualquer raça.